# Kepler-67
Kepler-67 (KOI-2115), è una stella situata nella costellazione del Cigno, distante circa 3.800 anni luce dal sistema solare. La stella possiede un pianeta lievemente più piccolo di Nettuno, scoperto nel 2013.

## Caratteristiche fisiche
Ha una massa leggermente più piccola del Sole, ed è un po' più fredda, infatti la temperatura della sua superficie è stimata intorno ai 5331 K. La stella inoltre possiede un esopianeta, scoperto nel 2013, egli dista circa 0,45 UA dalla stella. L'esopianeta è leggermente più piccolo di Nettuno, sarebbe di tipo terrestre, simile tuttavia alla Terra. Ha una magnitudine apparente di 16,4 localizzata nella costellazione del cigno. Kepler-67 è troppo debole per essere vista ad occhio nudo, ma con un modesto telescopio è possibile scorgerla.

## Sistema planetario
| Pianeta | Massa | Raggio | Periodo orb. | Sem. maggiore | Scoperta |
| ------- | ----- | ------ | ------------ | ------------- | -------- |
| b       | 15 M⊕ | 2,9 r⊕ | 17,73 giorni | 0,1171 UA     | 2013     |